# بنود الضمير
بنود الضمير هي البنود القانونية المرتبطة بالقوانين في بعض أجزاء الولايات المتحدة التي لا تسمح لـالصيادلة والأطباء وغيرهم من مقدمي الرعاية الصحية بتقديم خدمات طبية معينة لأسباب تتعلق بالدين أو الضمير. وفي كثير من الحالات، تسمح البنود أيضا لمقدمي الرعاية الصحية برفض إحالة المرضى إلى مقدمي الرعاية بالتزكية. أما أولئك الذين يختارون عدم الإحالة أو تقديم الخدمات، فقد لا يكون ذلك إجراءً تأديبيًا أو تمييزًا ضدهم. يتم سن الحكم الوارد كثيرًا بالارتباط بالقضايا المتعلقة بالإنجاب، مثل الإجهاض والتعقيم ومنع الحمل والعلاجات المستندة إلى الخلايا الجذعية ولكن يمكن أن تشمل أية مرحلة من رعاية المرضى.

## الردود
يدعم مقدمو الرعاية الصحية المعارض للإجهاض أو منع الحمل يدعمون البنود لأنهم يعتقدون أن الإجراءات التأديبية أو القانونية لرفضهم تأدية الخدمات تجبر مقدمي الخدمة على توفير خدمات تمنعها مبادئهم الدينية أو الأخلاقية.
تعارض منظمات حقوق الإنجاب مثل تنظيم الأسرة و NARAL الموالية لاختيار أمريكا الحكم لأنهم يؤكدون أن الصيادلة والأطباء والمستشفيات لديها واجب مهني لتلبية الاحتياجات الطبية القانونية للمرضى بغض النظر عن مواقفهم الأخلاقية الخاصة. يرى المعارضون بنود الضمير كمحاولة لتقليص حقوق الإنجاب بدلا من منعها وإلغائها بقرار المحكمة العليا مثل رو ف. واد.
ونتيجة لذلك فإن مصطلح «بنود الضمير» مثير للجدل ويستخدم في المقام الأول من قبل من يدعمون هذه الأحكام. ومن يعارضونهم غالبًا ما يفضلون استخدام مصطلح «بند الرفض» مما يعني أن من يمارسون بنود الرفض يرفضون علاج المريض.

## معلومات تاريخية
صدر أقدم قانون وطني لبند الضمير في الولايات المتحدة في أعقاب قرار المحكمة العليا في قضية رو في واد مباشرة ألا ينطبق إلا على الإجهاض والتعقيم. وكان السيناتور فرانك شرش عن ولاية أيداهو هو راعي هذا البند. استثنى تعديل الكنيسة الذي أقره مجلس الشيوخ بتصويت 92-1 المستشفيات الخاصة من تلقي الأموال الاتحادية بموجب قانون هيل بيرتون والرعاية الطبية والمعونة الطبية من أي شرط تقديم خدمات الإجهاض أو التعقيم عندما اعترضوا على «أساس المعتقدات الدينية أو القناعات الأخلاقية». وسنت كل ولاية تقريبًا تشريعات مماثلة مع نهاية العقد - غالبا بدعم من المشرعين الذين دعموا حقوق الإجهاض بطريقة أخرى. وأيدتمحكمة العدل العليا هاري بلاكمون مؤلف رو مقابل واد مثل هذه البنود على أنها «حماية مناسبة» للأطباء الفرادى والمستشفى الطائفية.
وقد اعتمدت عدد من الولايات الأميركية بنود الضمير منها ولايات أركنساس وإلينوي وإنديانا وآيوا وكنساس وكنتاكي ولويزيانا ومين وماريلاند وماساتشوستست وميتشيغان وميسيسبي وبنسلفانيا وساوث داكوتا. هناك بعض الاستعراضات الشاملة الأخيرة لقوانين بند الضمير الاتحادية وفي الولايات في جميع أنحاء الولايات المتحدة وفي ولايات مختارة أخرى.
و قد اقترحت إدارة أوباما مراجعة الإضافات الأخيرة على بند الضمير التي سنتها إدارة بوش.

## الموافقة المطلعة
لا يسمح بند الموافقة المطلعة، على الرغم من سماحه لأصحاب المهن الطبية بعدم اتخاذ إجراءات ضد ضمائرهم، فإنه لا يسمح لهم بتقديم معلومات مزورة لمنع المريض من الحصول على مثل هذا الإجراء (مثل الكذب حول المخاطر التي تنطوي عليها عملية الإجهاض لردع واحدة من القيام بها)من أجل فرض عقيدة شخص ما باستخدام الخداع. وتم إعادة التأكيد على هذه المبادئ في قرار المحكمة العليا في ولاية أوتا في وود ضد المركز الطبي بجامعة يوتا (2002). وفي تعليقه على هذه القضية، قال اختصاصي أخلاقيات الطب الحيوي يعقوب أبل من جامعة نيويورك أنه«إذا حجب عدد قليل من الأطباء فقط عن عمد أو عن إهمال معلومات عن المريض فإن ذلك سوف يسبب ضررًا كبيرًا لمهنة الطب ككل» لأن «النساء الحوامل لا يعرفن ما إذا كان عليهن الثقة في أطبائهن».”

## سياسة الشركة
تسمح بعض الصيدليات الموجودة في الدوائر القضائية للولايات المتحدة ببنود الضمير والتي تشمل نظام القلب والأوعية الدموية والهدف للصيادلة بالاختيار، دون معاقبة، عدم الاستغناء عن حبوب منع الحمل. يتطلب الهدف من الصيدلي المعترض أن يزكي موقعًا آخر مستهدفًا من شأنه الاستغناء عن الدواء.

## المذهب الكاثوليكي
يضرب بند الضمير بجذوره على نطاق واسع في الجامعات الكاثوليكية والمستشفيات والوكالات لأن الكنيسة الكاثوليكية تعارض الإجهاض ووسائل منع الحمل والتعقيم والعلاج بالخلايا الجذعية الجينينية. وقد فسر المعارضون لتشريع قانون حرية الاختيار النهاية المحتملة لبند الضمير كطلب لعمل أي من "الإجهاض أو الربط"، “ قال المطران دولان "في الواقع، الرئيس أن لدينا عامًا لمعرفة كيف تنتهك ضمائرنا.” ومع ذلك أحيانًا ما تُفسر بنود الضمير بطريقة مختلفة وكثيرًا ما يعتمد استخدامها على السياق المحدد.
وقد تساءل خبراء الصحة العامة حول ما إذا كانت "بنود الضمير" أخلاقية، مع ملاحظة ما ورد في إحدى المواد حول الخطورة على مرضى الإجهاد الناشئة عن سياسات المستشفيات المناهضة للإجهاض حيث إنه "في بعض المستشفيات المملوكة للكاثوليك، تتأثر العلاقة الخاصة بين الطبيب والمريض، وسلامة المريض وراحة المريض بالأوامر الدينية التي تطلب قيام الأطباء بأعمال تخالف المعيار الحالي للرعاية في إدارة الإجهاض.”

## كتابات أخرى
- Appel, Jacob M. 'Conscience' vs. Care: How Refusal Clauses are Reshaping the Rights Revolution, Medicine and Health, Rhode Island, August 2005.
- Appel, Jacob M. Physicians, 'Wrongful Life' and the Constitution, Medicine and Health, Rhode Island, February 2004.
- A Pro-Choice Litmus Test for Obstetricians
- Roshelli, Kristin M. Religiously Based Discrimination: Striking a Balance Between a Health Care Provider's RIght to Religious Freedom and a Woman's Ability to Access Fertility Treatment Without Facing Discrimination, 83 St. John's Law Review 977 (Summer 2009).

## وصلات خارجية
- ^State-by-state information from the Alan Guttmacher Institute
- United States Protection of Conscience Laws
- Ascension Health
- Pharmacists for Life International